# Hans Norrman (målare)
Hans Oskar Elias Norrman, född 23 augusti 1913 i Kristianstad, död 13 juli 2014 i Varberg, var en svensk målare.
Han var son till metallarbetaren Axel Norrman och dennes hustru Julia samt från 1947 gift med Svea Svensson. Norrman var med undantag av en tids kortare studier för André Lhote 1953 huvudsakligen autodidakt. Separat ställde han ut i Varberg 1949 och 1950. Tillsammans med Bertil Berntsson ställde han ut 1947 och tillsammans med Karl Gustav Holm och Hans Eriksson 1950. Han medverkade några gånger i Hallands konstförenings höstsalonger i Halmstad. Hans konst består av  landskapsskildringar, stilleben, figurmotiv och abstrakta kompositioner.